# Advanced Maryland Automatic Network Disk Archiver
Archivador Automático Avanzado de Disco en Red de Maryland (Amanda del inglés Advanced Maryland Automatic Network Disk Archiver) es un software de aplicación capaz de realizar copias de seguridad de los datos existentes en una red de computadoras. Desarrollado originalmente por James da Silva durante 1992 para el departamento de informática de la universidad de Maryland, en la actualidad el programa es mantenido por un grupo de voluntarios. Este se distribuye gratuitamente como código abierto bajo una licencia de tipo BSD aunque existen distribuciones comerciales como Amanda Enterprise. Amanda funciona en una gran cantidad de sistemas UNIX, distribuciones de Linux y versiones de Windows, esta última mediante Samba (programa) o Cygwin aunque se está programando un cliente nativo.

## Funcionamiento
Amanda hace uso de un modelo cliente-servidor compuesto básicamente por:
- amandad: proceso del cliente que ejecuta las peticiones del servidor invocando otros comandos.
- amdump: comando que inicia el proceso de copia en el servidor basándose en la configuración definida por el usuario.
- Medio de almacenamiento: soporte en el cual queda almacenada la copia.

## Principales características
- Arquitectura cliente servidor: permite la posibilidad de realizar copias de sistemas físicamente alejados pero conectados a una misma red y genera un entorno fácilmente escalable.
- Uso de formatos libres: Amanda utiliza herramientas de código abierto como GNUtar o dump.
- Seguridad: las comunicaciones cliente-servidor pueden ser protegidas usando OpenSSH o algoritmos de cifrado.
- Caché en disco: Amanda almacena las copias en un disco para evitar pérdidas de datos y mejorar la velocidad de grabación.
- Programación adaptable: se puede utilizar una programación de copias laxa para que Amanda decida el mejor momento para realizarlas aprovechando mejor los recursos del servidor.
- Gestión de dispositivos: capacidad para gestionar cambiadores y diferentes soportes de grabación como cintas, discos duros, CD-ROM y otros medios ópticos.

## Última versión
La última versión estable es la 3.5.2, lanzada el 20 de julio de 2022.

## Enlaces de interés
- Página oficial de Amanda (en inglés)
- Wiki de Amanda (en inglés)
- Foros de Amanda (en inglés)
- Instalación y configuración del servidor de copias de seguridad AMANDA y sus clientes Archivado el 8 de octubre de 2007 en Wayback Machine.

- Datos: Q379620